# Abraxas gephyra
Abraxas gephyra là một loài bướm đêm thuộc họ Geometridae. Nó được West miêu tả năm 1929. Nó được tìm thấy ở Luzon ở Philippines.